# Konie narowiste
Konie narowiste: koncert ku pamięci Włodzimierza Wysockiego w 25 rocznicę śmierci – album muzyczny z zapisem koncertu „Konie Narowiste – ballady i piosenki Włodzimierza Wysockiego” w reżyserii Jerzego Satanowskiego, zorganizowanego 2 lipca 2005 podczas XXXII OSZ „Śpiewajmy Poezję”. Wydarzenie upamiętniało 25. rocznicę śmierci Władimira Wysockiego, przypadającą na 25 lipca 2005 roku.
Koncert transmitowało na żywo Radio Olsztyn oraz retransmitowała Telewizja Polska. Była to premiera tego spektaklu, który był potem wielokrotnie powtarzany w całej Polsce.
Album ukazał pod postacią płyty kompaktowej, 29 czerwca 2007, nakładem Agencji Artystycznej MTJ (nr katalogowy: CDMTJ10736).
Piosenki (wiersze) Wysockiego zostały tu wykonane przez różnych artystów, w aranżacjach autorstwa Hadriana Filipa Tabęckiego. „Konie narowiste” to tytuł jednej z nich a także symbol zbuntowanego bohatera.

## Twórcy
- Scenariusz i reżyseria koncertu: Jerzy Satanowski[2].
- Słowa: Władimir Wysocki w przekładach polskich tłumaczy (ich nazwiska poniżej).
- Muzyka: Władimir Wysocki[2].
- Kierownictwo muzyczne i aranżacje: Hadrian Filip Tabęcki[2].
- Śpiew: lista poniżej.

## Lista utworów
| 1.  | „Ballada o dzieciństwie” | 4:22    |
|     | wyk. wszyscy; tł. Roman Kołakowski |         |
| 2.  | „Piosenka o wędrówce dusz” | 2:49    |
|     | wyk. Beata Lerach, Anna Ozner, Magda Piotrowska, Margita Ślizowska; tł. Andrzej Jarecki                                                        |         |
| 3.  | „Na ten chłód” | 4:25    |
|     | wyk. Mirosław Baka; tł. Ziemowit Fedecki |         |
| 4.  | „Gimnastyka” | 3:13    |
|     | wyk. Mariusz Kiljan; tł. Andrzej Jarecki |         |
| 5.  | „Moja cygańska” | 5:27    |
|     | wyk. Mirosław Czyżykiewicz; tł. Marlena Zimna                                                                                                  |         |
| 6.  | „Ten, co z nią przedtem był” | 3:48    |
|     | wyk. Artur Żmijewski; tł. Wojciech Młynarski                                                                                                   |         |
| 7.  | „Piosenka rozbójnicza” | 3:44    |
|     | wyk. Beata Lerach, Anna Ozner, Magda Piotrowska, Margita Ślizowska; tł. Marlena Zimna                                                          |         |
| 8.  | „Gdyby wódkę pić sam człowiek mógł” | 3:21    |
|     | wyk. Adam Nowak; tł. Marlena Zimna |         |
| 9.  | „Trójkąt Bermudzki” | 5:02    |
|     | wyk. Mariusz Kiljan; tł. Wojciech Młynarski |         |
| 10. | „Piosenka o przyjacielu” | 2:39    |
|     | wyk. Mirosław Baka; tł. Marlena Zimna |         |
| 11. | „Piosenka o dwóch zabitych łabędziach” | 5:09    |
|     | wyk. Beata Lerach, Anna Ozner, Magda Piotrowska, Margita Ślizowska; tł. Marlena Zimna                                                          |         |
| 12. | „Moskwa – Odessa” | 2:45    |
|     | wyk. Adam Nowak; tł. Wojciech Młynarski |         |
| 13. | „Miszka Szyfman” | 5:24    |
|     | wyk. Artur Barciś; tł. Michał B. Jagiełło |         |
| 14. | „Tatuaż” | 2:52    |
|     | wyk. Artur Żmijewski; tł. Wojciech Młynarski                                                                                                   |         |
| 15. | „Kiedy ostatnie z moich pieśni…” (recytacja)[a] / „Konie narowiste”                                                                            | 7:15    |
|     | „Kiedy…”: wyk. Mirosław Baka, tł. Marlena Zimna „Konie…”: wyk. Mirosław Czyżykiewicz, tł. Roman Kołakowski                                     |         |
| 16. | „Piosenka o nieboszczykach” | 3:58    |
|     | wyk. Beata Lerach, Anna Ozner, Magda Piotrowska, Margita Ślizowska; tł. Michał B. Jagiełło                                                     |         |
| 17. | „Pomnik” | 4:32    |
|     | wyk. Mirosław Baka, Artur Barciś, Mirosław Czyżykiewicz, Mariusz Kiljan, Adam Nowak, Artur Żmijewski; tł. Michał B. Jagiełło na bis, ponownie: |         |
| 18. | „Ten, co z nią przedtem był” | 2:52    |
|     | wyk. Artur Żmijewski |         |
| 19. | „Miszka Szyfman” | 4:43    |
|     | wyk. Artur Barciś |         |
|     | | 1:18:20 |
|     | |         |